# MDR-Kinderchor
Der MDR-Kinderchor ist der einzige Kinderchor in Trägerschaft der ARD. Er hat seinen Sitz in Leipzig. Er führt durch eine gestaffelte Proben- und Auftrittsorganisation Kinder ab drei Jahre ans Chorsingen. Seinen heutigen Namen trägt er seit der Neugründung des Mitteldeutschen Rundfunks und der gleichzeitigen Übernahme des Rundfunk-Kinderchors Leipzig im Jahr 1992. Der Chor wurde 1948 von Hans Sandig (1914–1989) gegründet und durch ihn als jahrzehntelangen Leiter maßgeblich geprägt.

## Chorleiter
- 1948–1989  0Hans Sandig
- 1990–2011 0Gunter Berger
- 2012–2017 0Ulrich Kaiser
- seit 2018 000Alexander Schmitt

## Organisation
Die etwa 180 Kinder des Chores sind je nach Alters- und Leistungsstufe in je zwei Vor- und zwei Nachwuchschöre sowie einen Konzertchor eingeteilt. Die Vorchöre 1 (Kinder zwischen drei und fünf Jahren) und 2 (von vier bis sieben Jahren) treffen sich einmal wöchentlich, singen einstimmige Kinder- und Volkslieder und lernen spielerisch Noten und Rhythmen. Im Nachwuchschor 1 lernen Kinder der 1. bis zur 3. Klasse einmal wöchentlich über 90 Minuten zweistimmigen und Kanongesang und haben erste Konzertauftritte. Der Nachwuchschor 2 trifft sich zweimal wöchentlich für 90 Minuten zu chorischer und Einzelstimmbildung, zu vertiefter Noten-, Rhythmus- und Intervallehre sowie zum Vom-Blatt-Singen.
Der Konzertchor mit Kindern und Jugendlichen zwischen neun und achtzehn Jahren tritt neben seinen wöchentlichen Proben von zwei mal zwei Stunden regelmäßig öffentlich auf und wirkt bei verschiedenen Radio-, Fernseh- und CD-Produktionen mit. Er unternimmt Proben- und Konzertreisen. Jungen im Stimmbruch werden professionell durch den Stimmwechsel begleitet, um danach wieder in den Chorbetrieb einsteigen zu können.

## Repertoire
Das Repertoire des Chores reicht von Kinder- und Volksliedern bis zu geistlichen und weltlichen Chorwerken aller Epochen. Darin reihen sich zum Beispiel ein Engelbert Humperdincks (1854–1921) Weihnachtsgeschichte Bübchens Weihnachtstraum von 1906 zusammen mit dem MDR-Sinfonieorchester, die 2019 als CD erschienen ist, und das Konzert zusammen mit einem Saxophonquartett in der St. Laurentiuskirche in Markranstädt mit Werken von Giovanni Pierluigi da Palestrina (1525–1594) bis George Gershwins (1898–1937) Summertime. Zur Verleihung der Goldenen Henne 2018 sang der Chor zusammen mit Peter Maffay.

## Auszeichnungen
- 1978 Kunstpreis der Stadt Leipzig